# Pellolessertia
Pellolessertia Strand, 1929 è un genere di ragni appartenente alla famiglia Salticidae.

## Etimologia
Il nome è composto da una prima parte, Pello-, che si richiama al genere Pellenes con cui ha vari caratteri in comune e dall'erpetologo ed aracnologo Roger de Lessert

## Distribuzione
L'unica specie oggi nota di questo genere è stata rinvenuta in Africa centrale, e precisamente in alcune località del Camerun, Congo ed Etiopia.

## Tassonomia
Gli esemplari originali descritti da Lessert nel 1927 vennero denominati Avakubia in onore della località della Repubblica Democratica del Congo, Avakubi, dove erano stati rinvenuti (in un primo momento erano stati annotati come reperiti in una località del Camerun).
Due anni dopo, nel 1929, fu Strand a dare il nome attuale a questi esemplari in quanto il nome Avakubia era già stato assegnato ad un sottogenere di gasteropodi (Gulella (Avakubia) Pilsbry, 1919, Streptaxidae, Stylommatophora)
A dicembre 2010, si compone di una specie:
- Pellolessertia castanea (Lessert, 1927)[3] — Camerun, Congo, Etiopia